# كرسوع نيوزيلندي
كرسوع نيوزيلندي (الاسم العلمي: Himantopus novaezelandiae) (بالإنجليزية: Black Stilt)‏ هو نوع من الطيور يتبع جنس الكرسوع من الفصيلة النكاتية.